# Toni Varela
Toni Varela (Santa Catarina, 13 juni 1986) is een voormalig Kaapverdisch-Nederlands profvoetballer die bij voorkeur als middenvelder speelde. Varela debuteerde in 2010 in het Kaapverdisch voetbalelftal.

## Clubcarrière
Hij groeide op in Rotterdam-West, waar hij in de jeugd van RFC Rotterdam speelde om vervolgens zijn jeugdopleiding voor Sparta Rotterdam een vervolg te geven. RKC Waalwijk trok Varela in 2006 aan. In juli 2011 werd bekend dat hij weer voor Sparta Rotterdam zal uitkomen. Bij promotie van Sparta naar de Eredivisie zou Varela bij Sparta blijven, maar omdat Sparta de promotie miste werd Varela 's contract niet verlengd.
Vanaf oktober 2013 trainde hij mee bij FC Dordrecht waar hij in november op amateurbasis bij de selectie aansloot. In januari 2014 tekende hij voor anderhalf jaar bij Levadiakos uit Griekenland. Hij tekende in september 2014 een eenjarig contract bij Excelsior, dat hem transfervrij inlijfde. Vervolgens speelde Varela in Koeweit voor Al Jahra. In februari 2016 kwam hij bij FC Dordrecht. Hij werd echter niet vrijgegeven door zijn vorige club en kan daardoor niet voor Dordrecht spelen. In juli van dat jaar werd Varela gecontracteerd door het Oostenrijkse SV Horn. In het seizoen 2017/18 zat hij zonder club. Hierna vervolgde hij zijn loopbaan bij Chabab Rif Al Hoceima. Eind 2018 vertrok hij bij de club.

## Interlandcarrière
Varela maakte zijn debuut in het betaalde voetbal op 24 augustus 2007 tegen ADO Den Haag.
Als international van Kaapverdië maakte Varela zijn debuut tijdens de oefeninterland tegen Portugal (mei 2010). Met het team nam hij deel aan de Afrika Cup 2013.